# Nepalomyia henanensis
Nepalomyia henanensis är en tvåvingeart som först beskrevs av Yang, Yang och Li 1998.  Nepalomyia henanensis ingår i släktet Nepalomyia och familjen styltflugor. Inga underarter finns listade i Catalogue of Life.